# Коган, Авраам
Авраам Коган (Абрам Меерович Коган; 6 июня 1921, Кишинёв — 7 сентября 2009) — израильский учёный в области аэродинамики, механики и энергетики.

## Биография
Учился в кишинёвской частной религиозной гимназии «Маген Давид», основанной раввином Цирельсоном. В 1940 году поступил на физико-математический факультет Черновицкого университета, но до начала Великой Отечественной войны успел закончить лишь первый курс. Вся его семья — родители Меер Абрамович (1890—1941) и Регина Иосифовна (Ривка, 1886—1941), братья Давид (1914—1941) и Эля, сёстры Мениха (1929—1941) и Поля (1925—1941) — были депортированы в гетто, затем в концентрационные лагеря Транснистрии, где погибли. Аврааму Когану удалось бежать из лагеря и в 1944 году нелегально переправиться из Бухареста в подмандатную Палестину на корабле «Саладин».
Изучал физику и математику в Еврейском университете в Иерусалиме. Во время войны за независимость занимался военными разработками, увенчавшимися созданием передвижных мин, затем продолжил обучение в хайфском Технионе. В 1950 году был направлен для прохождения докторантуры в Принстонском университете, где в том же году женился на дочери Иммануила Великовского Шуламит (1925—?). По возвращении в Хайфу в 1954 году стал одним из основателей отделения аэронавтики на инженерном факультете Техниона (с 1963 года профессор), впоследствии исполнял обязанности декана отделения в 1956—1957, 1965 и 1983—1984 годах. Диссертацию доктора философии по аэронавтике защитил в Принстонском университете в 1956 году. Последние годы жизни работал в Институте Вейцмана в Реховоте.
Основные научные труды в области механики летательных аппаратов, использования солнечной энергии, создания турбин для ветряных мельниц, методики опреснения морской воды (процесс опреснения Когана-Роуза) и использования термической энергии морей.
В 1963 году был избран действительным членом Академии наук Израиля. В 1965 году был награждён премией Ротшильда.
Его сын Меир также стал учёным в области энергетики.

## Публикации
- Abraham Kogan, John D Calhoun. A preliminary investigation of the flow and reflection conditions associated with a uniform normal shock wave emerging from a two-dimensional sharp-edged channel. Princeton University, Aeronautical Engineering Laboratory, 1952. — 42 pp.
- Abraham Kogan. On Rotational Supersonic Flow Past Thick Airfoils. Weinberg & Schwam, 1960. — 75 pp.
- Abraham Kogan, E Nissim, Arnan Seginer. Shrouded aerogenerator design study: I. Two dimensional shroud performance. Technion-Israel Institute of Technology, Department of Aeronautical Engineering, 1961.
- Abraham Kogan, Arnan Seginer. Shrouded Aerogenerator Design Study: II. Axisymmetrical Shroud Performance. Technion-Israel Institute of Technology, Department of Aeronautical Engineering, 1963. — 86 pp.
- Abraham Kogan. Heat and mass transfer in flash distillation without metallic interfaces. Technion-Israel Institute of Technology, Department of Aeronautical Engineering, 1965.
- A. Kogan, M. Victor. On some aspects of flash distillation without metallic interaces. Technion-Israel Institute of Technology, Department of Aeronautical Engineering, 1966.
- Abraham Kogan. On separation of dispersion in plane Poiseuille flow. Haifa: Technion — Israel Institute of Technology, Department of Aeronautical Engineering, 1970.